# Felipe González
Felipe González, (Dos Hermanas, Sevilla 5. ožujka 1942.) španjolski je političar član Španjolske socijalističke radničke stranke. Obnašao je dužnost premijera Španjolske 1982. – 1996., u jednom razdoblju koje je okarakterizirala stabilnost, rast i pragmatična politika. 
Tijekom njegove vladavine od 16 godina, Španjolska postaje stabilna demokracija i član NATOa i Europske unije, istovremeno kada je proveden i dio liberalnih i socijalnih reformi. Pošto je bio na čelu socijalističke stranke PSOE dva desetljeća, kada ga je na izborima pobijedio José María Aznar is stranke Partido Popular 1996. 
Felipe González odlazi s dužnosti premijera. Sljedeće godine bio je prisiljen dati ostavku na dužnost vođe stranke zbog kontroverznih djelovanja u borbi protiv baskijske gerile ETA tijekom svog premijerskog mandata.